# Gernicourt
Gernicourt ist eine ehemalige französische Gemeinde mit 46 Einwohnern (Stand: 1. Januar 2022) im Département Marne in der Region Grand Est. Die Einwohner werden Gernicourtois und Gernicourtoises genannt.
Der Erlass vom 31. Dezember 2016 legte mit Wirkung zum 1. Januar 2017 die Eingliederung von Gernicourt als Commune déléguée zusammen mit der früheren Gemeinde Cormicy aus dem Département Marne zur neuen, gleichnamigen Commune nouvelle Cormicy fest. Gernicourt wechselte dabei vom Departement Aisne in das Départenment Marne sowie von der Region Hauts-de-France in die Region Grand Est.

## Geografie
Gernicourt wird im Norden von der Aisne abgegrenzt. Der Aisne-Seitenkanal, ein Schifffahrtskanal, durchquert die Gemeindegemarkung.
Umgeben wird Gernicourt von den Nachbargemeinden und der Commune déléguée:
| Pontavert (Aisne)                |                                             | Berry-au-Bac (Aisne) |
| Roucy (Aisne) Concevreux (Aisne) | Kompassrose, die auf Nachbargemeinden zeigt |                      |
| Bouffignereux (Aisne)            | Cormicy (Commune déléguée)                  |                      |

## Bevölkerungsentwicklung
| Gernicourt: Einwohnerzahlen von 1793 bis 2016                                                                              | Gernicourt: Einwohnerzahlen von 1793 bis 2016 | Gernicourt: Einwohnerzahlen von 1793 bis 2016 | Gernicourt: Einwohnerzahlen von 1793 bis 2016 | Gernicourt: Einwohnerzahlen von 1793 bis 2016 |
| --- | --------------------------------------------- | --------------------------------------------- | --------------------------------------------- | --------------------------------------------- |
| Jahr |                                               |                                               |                                               | Einwohner                                     |
| 1793 | 1793                                          |                                               | 107                                           | 107                                           |
| 1800 | 1800                                          |                                               | 127                                           | 127                                           |
| 1806 | 1806                                          |                                               | 117                                           | 117                                           |
| 1821 | 1821                                          |                                               | 111                                           | 111                                           |
| 1831 | 1831                                          |                                               | 126                                           | 126                                           |
| 1836 | 1836                                          |                                               | 117                                           | 117                                           |
| 1841 | 1841                                          |                                               | 129                                           | 129                                           |
| 1846 | 1846                                          |                                               | 131                                           | 131                                           |
| 1851 | 1851                                          |                                               | 132                                           | 132                                           |
| 1856 | 1856                                          |                                               | 128                                           | 128                                           |
| 1861 | 1861                                          |                                               | 109                                           | 109                                           |
| 1866 | 1866                                          |                                               | 100                                           | 100                                           |
| 1872 | 1872                                          |                                               | 87                                            | 87                                            |
| 1876 | 1876                                          |                                               | 98                                            | 98                                            |
| 1881 | 1881                                          |                                               | 92                                            | 92                                            |
| 1886 | 1886                                          |                                               | 105                                           | 105                                           |
| 1891 | 1891                                          |                                               | 120                                           | 120                                           |
| 1896 | 1896                                          |                                               | 111                                           | 111                                           |
| 1901 | 1901                                          |                                               | 81                                            | 81                                            |
| 1906 | 1906                                          |                                               | 85                                            | 85                                            |
| 1911 | 1911                                          |                                               | 98                                            | 98                                            |
| 1921 | 1921                                          |                                               | 18                                            | 18                                            |
| 1926 | 1926                                          |                                               | 84                                            | 84                                            |
| 1931 | 1931                                          |                                               | 96                                            | 96                                            |
| 1936 | 1936                                          |                                               | 120                                           | 120                                           |
| 1946 | 1946                                          |                                               | 86                                            | 86                                            |
| 1954 | 1954                                          |                                               | 79                                            | 79                                            |
| 1962 | 1962                                          |                                               | 65                                            | 65                                            |
| 1968 | 1968                                          |                                               | 76                                            | 76                                            |
| 1975 | 1975                                          |                                               | 55                                            | 55                                            |
| 1982 | 1982                                          |                                               | 43                                            | 43                                            |
| 1990 | 1990                                          |                                               | 59                                            | 59                                            |
| 1999 | 1999                                          |                                               | 55                                            | 55                                            |
| 2006 | 2006                                          |                                               | 69                                            | 69                                            |
| 2011 | 2011                                          |                                               | 46                                            | 46                                            |
| 2016 | 2016                                          |                                               | 41                                            | 41                                            |
| Quelle(n): EHESS/Cassini bis 1999, INSEE ab 2006 Anmerkung(en): Ab 1962 offizielle Zahlen ohne Einwohner mit Zweitwohnsitz |                                               |                                               |                                               |                                               |

## Sehenswürdigkeiten
- romanische Kapelle Saint-Rigobert
- Kirche Saint-Pierre
- Flurkreuz

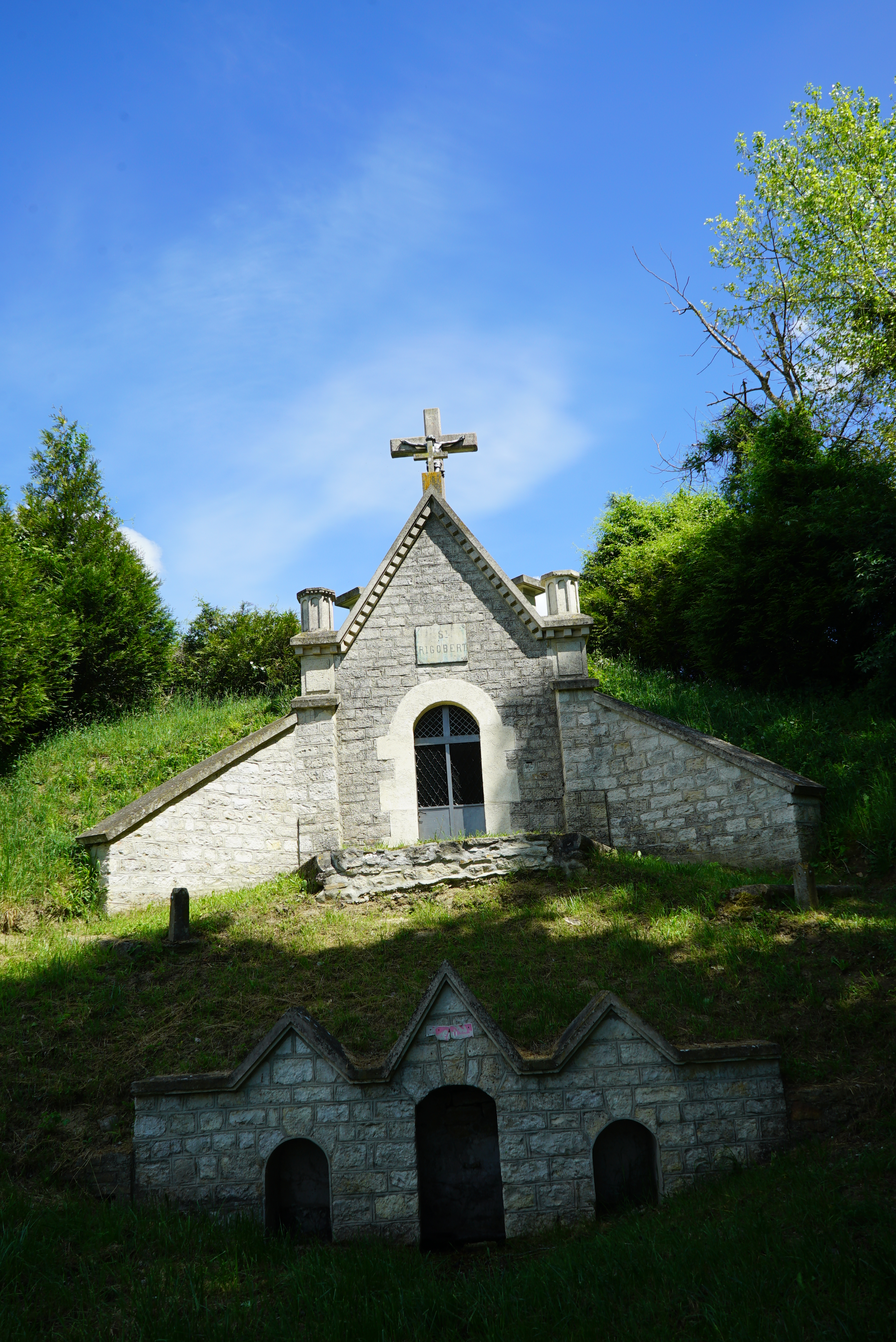
Kapelle Saint-Rigobert
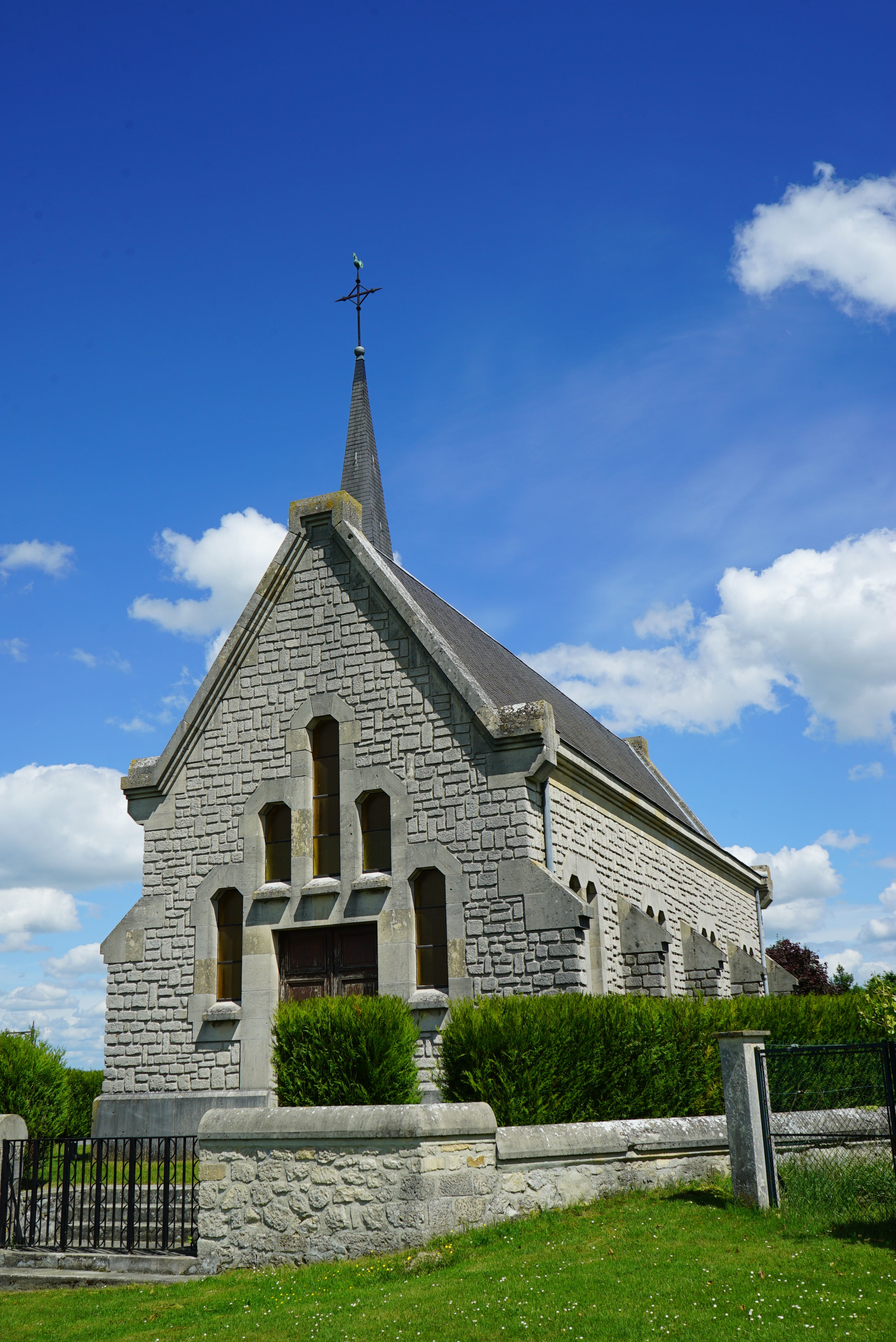
Kirche Saint-Pierre
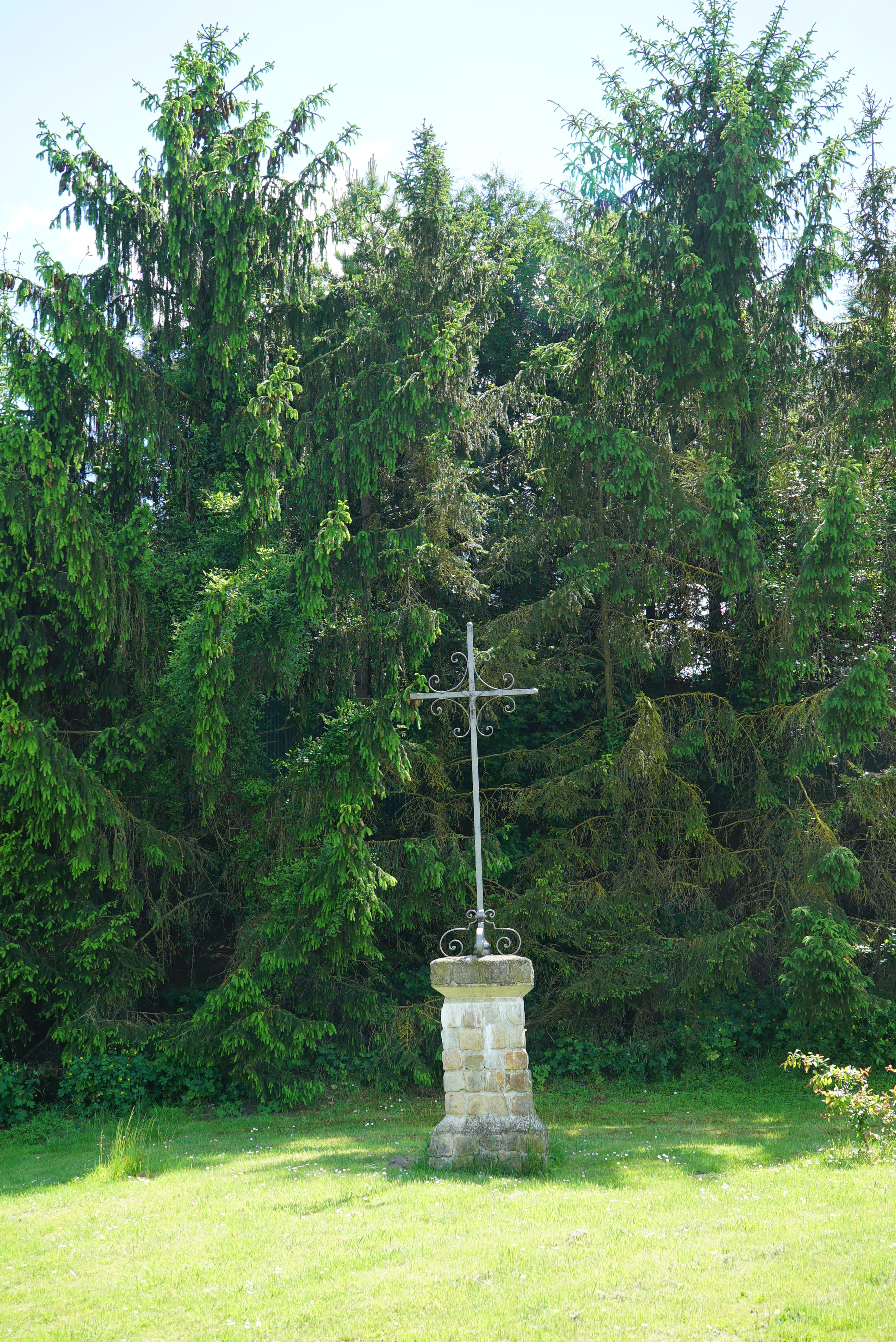
Flurkreuz